# Малая Корениха
Малая Корениха — микрорайон Николаева в составе Заводского района. Находится в направлении на юг от центра города на правом берегу Бугского лимана.
Малая Корениха, также как и Великая Корениха, не соединена напрямую с городом. Туда можно попасть с помощью городского и пригородного транспорта. Граничит с посёлком Радостный Сад. Расположена на повороте реки, напротив Черноморского завода и микрорайона Широкая Балка.
Малая Корениха была селом, пока в 1996 году не была включена в состав города.

## Культура
На территории поселка есть школа № 21, детский сад, дом культуры, почта, четыре магазина.

## Основные улицы микрорайона
- Улица Гагарина (переименована в Молдавскую)
- Клубная улица
- Улица Бориса Мозолевского
- Улица Мира
- Набережная улица
- Улица Ольшанского
- Радсадовская улица
- Садовая улица
- Спортивная улица
- Улица Батарейная